# كارولين دالي
كارولين دالي (بالإنجليزية: Caroline Dale)‏ هي موسيقية بريطانية وأمريكية، ولدت في 1965.

## وصلات خارجية
- كارولين دالي على موقع IMDb (الإنجليزية)
- كارولين دالي على موقع ميوزك برينز (الإنجليزية)
- كارولين دالي على موقع ديسكوغز (الإنجليزية)
- كارولين دالي على موقع قاعدة بيانات الفيلم (الإنجليزية)